# Liste der Grade-I-Bauwerke in Herefordshire
| Lage von Herefordshire in England |

Diese Liste der Grade-I-Bauwerke in Herefordshire nennt die Grade-I-Listed Buildings in Herefordshire.
Von den rund 373.000 Listed Buildings in England sind rund 9000, also etwa 2,4 %, als Grade I eingestuft. Davon befinden sich etwa 127 in Herefordshire.
1. Amberley Court, Marden, HR1
2. Barn on West Side of Farmyard and Curtain Wall Enclosing Yard at Bollitree Castle, Weston under Penyard, HR9
3. Belfry Approximately 5 Metres North-East of the Church of St Mary, Pembridge, HR6
4. Bell Tower, Bosbury, HR8
5. Berrington Hall and Adjoining Outbuildings, Eye, Moreton and Ashton, HR6
6. Brampton Bryan Castle, Brampton Bryan, SY7
7. Brinsop Court, Brinsop and Wormsley, HR4
8. Cathedral Church of St Mary and St Ethelbert, Hereford, HR1
9. Chapel Farmhouse, Wigmore, HR6
10. Church of All Saints, Brockhampton, HR1
11. Church of All Saints, Clehonger, HR2
12. Church of Holy Trinity, Bosbury, HR8
13. Church of Saints Cosmas and Damian, Monkland and Stretford, HR6
14. Church of St Andrew, Bridge Sollers, HR4
15. Church of St Andrew, Hampton Bishop, HR1
16. Church of St Andrew, Laysters, HR6
17. Church of St Barnabas, Brampton Bryan, SY7
18. Church of St Bartholomew, Holmer & Shelwick, HR4
19. Church of St Bartholomew, Much Marcle, HR8
20. Church of St Bartholomew, Richards Castle (Hereford), SY8
21. Church of St Bartholomew, Thruxton, HR2
22. Church of St Bartholomew, Vowchurch, HR2
23. Church of St Bartholomew, Westhide, HR1
24. Church of St Catherine, Hentland, HR2
25. Church of St Clodock, Longtown, HR2
26. Church of St Cuthbert, Holme Lacy, HR2
27. Church of St David, Much Dewchurch, HR2
28. Church of St Deinst, Llangarron, HR9
29. Church of St George, Brinsop and Wormsley, HR4
30. Church of St George, Orleton, SY8
31. Church of St Giles, Pipe Aston, SY8
32. Church of St James, Kinnersley, HR3
33. Church of St James, Wigmore, HR6
34. Church of St John the Baptist, Byford, HR4
35. Church of St John the Baptist, Eastnor, HR8
36. Church of St John the Baptist, Kings Caple, HR1
37. Church of St John the Baptist, Letton, HR3
38. Church of St John the Baptist, Upton Bishop, HR9
39. Church of St John the Baptist and St Alkmund, Aymestrey, HR6
40. Church of St John the Evangelist, Shobdon, HR6
41. Church of St Lawrence, Canon Pyon, HR4
42. Church of St Lawrence, Stretton Grandison, HR8
43. Church of St Margaret, St. Margarets, HR2
44. Church of St Margaret, Wellington, HR4
45. Church of St Mary, Abbey Dore, HR2
46. Church of St Mary, Almeley, HR3
47. Church of St Mary, Brobury with Monnington on Wye, HR4
48. Church of St Mary, Credenhill, HR4
49. Church of St Mary, Dilwyn, HR4
50. Church of St Mary, Fownhope, HR1
51. Church of St Mary, Foy, HR9
52. Church of St Mary, King’s Pyon, HR4
53. Church of St Mary, Kington, HR5
54. Church of St Mary, Linton, HR9
55. Church of St Mary, Marden, HR1
56. Church of St Mary, Middleton on the Hill, SY8
57. Church of St Mary, Much Cowarne, HR1
58. Church of St Mary, Pembridge, HR6
59. Church of St Mary, Sarnesfield, HR4
60. Church of St Mary, Staunton on Wye, HR4
61. Church of St Mary, Stoke Edith, HR1
62. Church of St Mary, Welsh Newton, NP25
63. Church of St Mary and St David, Kilpeck, HR2
64. Church of St Mary Magdalene, Eardisley, HR3
65. Church of St Mary Magdalene, Leintwardine, SY7
66. Church of St Mary the Virgin, Ross-on-Wye, HR9
67. Church of St Michael, Castle Frome, HR8
68. Church of St Michael, Croft and Yarpole, HR6
69. Church of St Michael, Garway, HR2
70. Church of St Michael, Kenchester, HR4
71. Church of St Michael, Kingsland, HR6
72. Church of St Michael, Walford, HR9
73. Church of St Michael and All Angels, Eaton Bishop, HR2
74. Church of St Michael and All Angels, Moccas, HR2
75. Church of St Michael and All Angels, Including the Detached Bell Tower, Ledbury, HR8
76. Church of St Peter, Birley with Upper Hill, HR4
77. Church of St Peter, Bromyard and Winslow, HR7
78. Church of St Peter, Peterchurch, HR2
79. Church of St Peter, Rowlstone, HR2
80. Church of St Peter and St Paul, Eye, Moreton and Ashton, HR6
81. Church of St Tysilio, Sellack, HR9
82. Church of St Weonard, St. Weonards, HR2
83. Church of the Nativity of the Blessed Virgin Mary, Madley, HR2
84. Churchyard Cross About 8 Yards South of the Chancel of the Church of St Mary, Tyberton, HR2
85. Clifford Castle and Barbican, Clifford, HR3
86. College of Vicars Choral, Hereford, HR1
87. Croft Castle, Croft and Yarpole, HR6
88. Dovecot About 80 Yards South East of the Church of St Michael, Garway, HR2
89. Dovecote About 10 Metres West of Court House Farmhouse, Richards Castle (Hereford), SY8
90. Downton Castle and Adjoining Stable Courtyard, Downton, SY8
91. Eastnor Castle, Eastnor, HR8
92. Eye Manor, Eye, Moreton and Ashton, HR6
93. Flanesford Priory, Goodrich, HR9
94. Gatehouse Attached to West End of the Grange, Adforton, SY7
95. Gatehouse South West of Lower Brockhampton House, Brockhampton, WR6
96. Goodrich Castle, Goodrich, HR9
97. Hampton Court, Hope under Dinmore, HR6
98. Hill Court, Walford, HR9
99. Holme Lacy House, Holme Lacy, HR2
100. Kentchurch Court, Kentchurch, HR2
101. Ledbury Park, Ledbury, HR8
102. Lower Brockhampton House, Brockhampton, WR6
103. Market House, Ledbury, HR8
104. Moccas Court, Moccas, HR
105. Outbuilding About 95 Yards West-North-West of the Grange, Adforton, SY7
106. Pembridge Castle, Welsh Newton, NP25
107. Remains of Wigmore Abbey, Adforton, SY7
108. Rudhall House, Ross-on-Wye, HR9
109. Rudhall House (That Part in Brampton Abbotts Civil Parish), Brampton Abbotts, HR9
110. Ruins of Hall About 10 Yards North of Brampton Bryan Castle, Brampton Bryan, SY7
111. Ruins of Wigmore Castle, Wigmore, HR6
112. Ruins of Wilton Castle and House Attached to South, Bridstow, HR9
113. Storage Building About 100 Yards West-North-West of the Grange, Adforton, SY7
114. Summerhouse About 100 Yards West South West of Homme House, Much Marcle, HR8
115. The Church of Saint Peter and Saint Paul, Weobley, HR4
116. The Grange, Adforton, SY7
117. The Ley, Weobley, HR4
118. The Mynde, Much Dewchurch, HR2
119. The Old House, Hereford, HR1
120. The Priory Church of St Peter and St Paul, Leominster, HR6
121. Tower About 10 Metres East of Church of St Bartholomew, Richards Castle (Hereford), SY8
122. Tower About 15 Metres South of Church of St Leonard, Croft and Yarpole, HR6
123. Treago, St. Weonards, HR2
124. Wellbrook Manor, Peterchurch, HR2
125. Wilton Bridge (That Part in Ross on Wye Urban District), Ross-on-Wye, HR9
126. Wilton Bridge and Sundial (That Part in Bridstow Civil Parish), Bridstow, HR9
127. Wye Bridge, Hereford, HR2